# RuPaul's Drag Race UK
RuPaul's Drag Race UK es un programa concurso de televisión basado en el programa estadounidense del mismo nombre. RuPaul actúa como anfitrión y juez principal, con el apoyo de Michelle Visage, Alan Carr y Graham Norton como jueces compañeros. La serie, una colaboración entre la BBC y World of Wonder, se estrenó el 3 de octubre de 2019 en BBC Three. En España y Latinoamérica se trasmite a través de la plataforma de streaming WOW Presents Plus.
La ganadora se llevó el título de Mejor drag queen del Reino Unido y la oportunidad de grabar su propia webserie en Hollywood.

## Jueces
El 5 de diciembre de 2018, la BBC anunció la puesta en marcha de RuPaul's Drag Race UK con RuPaul actuando como anfitrión y juez principal. BBC confirmó el 5 de febrero de 2019 que Michelle Visage también se uniría a RuPaul en esta versión británica, con Graham Norton y Alan Carr anunciados como jueces de apoyo el 14 de febrero de 2019. Carr y Norton serán el tercer juez indistintamente, similar a Ross Matthews y Carson Kressley en la versión estadounidense. 
El 20 de mayo de 2019, la BBC anunció que Maisie Williams sería una jueza invitada en un episodio de la primera temporada, la primera jueza invitada en ser revelada. El 2 de julio de 2019, se supo que Geri Horner y Jade Thirlwall también aparecerían como jueces. El 10 de julio de 2019, se confirmó que Andrew Garfield y Michaela Coel también integrarían el panel de jueces invitados. El 17 de julio de 2019, Cheryl y Twiggy también fueron confirmadas.

## Temporadas

### Temporada 1 (2019)
La primera temporada de RuPaul's Drag Race UK comenzó a emitirse el 3 de octubre de 2019 en la sección BBC Three de BBC iPlayer. El elenco se anunció el 21 de agosto en YouTube e Instagram. Se seleccionaron a 10 concursantes de todo el Reino Unido e Irlanda del Norte. 

#### Concursantes
Las drag queens que compiten en la temporada 1 de RuPaul's Drag Race UK son:
(La edad y nombre de los participantes registrados al momento del concurso)
| Concursante     | Nombre Legal       | Edad | Origen         | Posición  |
| --------------- | ------------------ | ---- | -------------- | --------- |
| The Vivienne    | James Lee Williams | 29   | Liverpool      | Ganadora  |
| Divina De Campo | Owen Farrow        | 35   | West Yorkshire | Finalista |
| Baga Chipz      | Leo Loren          | 26   | Londres        | 3° lugar  |
| Cheryl Hole     | Luke Underwood     | 25   | Essex          | 4º lugar  |
| Blu Hydrangea   | Joshua Cargill     | 23   | Belfast        | 5º lugar  |
| Crystal         | Colin Munro        | 34   | Londres        | 6º lugar  |
| Sum Ting Wong   | Bo Zeng            | 30   | Birmingham     | 7º lugar  |
| Vinegar Strokes | Daniel Jacob       | 34   | Londres        | 8º lugar  |
| Scaredy Kat     | Alex Cubb          | 19   | Wiltshire      | 9º lugar  |
| Gothy Kendoll   | Sam Handley        | 21   | Leicester      | 10º lugar |

#### Progreso
| Concursante     | 1    | 2    | 3    | 4    | 5    | 6    | 7    | 8          | WINS | Points | PPE |
| --------------- | ---- | ---- | ---- | ---- | ---- | ---- | ---- | ---------- | ---- | ------ | --- |
| The Vivienne    | WIN  | HIGH | HIGH | WIN  | BTM  | WIN  | HIGH | Winner     | 3    | 55     | 7.8 |
| Divina De Campo | SAFE | SAFE | WIN  | LOW  | WIN  | HIGH | WIN  | Finalist   | 3    | 51     | 7.2 |
| Baga Chipz      | HIGH | WIN  | SAFE | WIN  | WIN  | LOW  | BTM  | Eliminated | 3    | 47     | 6.7 |
| Cheryl Hole     | LOW  | LOW  | LOW  | SAFE | SAFE | BTM  | ELIM | Guest      | 0    | 20     | 2.8 |
| Blu Hydrangea   | SAFE | BTM  | SAFE | SAFE | WIN  | ELIM |      | Miss C.    | 1    | 26     | 4.3 |
| Crystal         | SAFE | SAFE | HIGH | BTM  | ELIM |      |      | Guest      | 0    | 18     | 3.8 |
| Sum Ting Wong   | HIGH | HIGH | BTM  | ELIM |      |      |      | Guest      | 0    | 17     | 4.2 |
| Vinegar Strokes | BTM  | HIGH | ELIM |      |      |      |      | Guest      | 0    | 9      | 3.0 |
| Scaredy Kat     | SAFE | ELIM |      |      |      |      |      | Guest      | 0    | 5      | 2.5 |
| Gothy Kendoll   | ELIM |      |      |      |      |      |      | Guest      | 0    | 0      | 0.0 |

     La concursante gana el reto.
     La concursante recibe críticas positivas y se salva de la eliminación.
     La concursante es salvada, pero recibe críticas.
     La concursante recibe críticas negativas pero es salvada finalmente
     La concursante es nominada para la eliminación.
     La concursante es eliminada.
     La concursante reaparece como invitada en el episodio.
     La concursante fue votada por sus compañeras el título de Miss Simpatía fuera del programa.

#### Lip-syncs
| Episodio | Concursantes  | Concursantes | Concursantes    | Canción                                  | Eliminada       |
| -------- | ------------- | ------------ | --------------- | ---------------------------------------- | --------------- |
| 1        | Gothy Kendoll | vs.          | Vinegar Strokes | «New Rules» (Dua Lipa)                   | Gothy Kendoll   |
| 2        | Blu Hydrangea | vs.          | Scaredy Kat     | «Venus» (Bananarama)                     | Scaredy Kat     |
| 3        | Sum Ting Wong | vs.          | Vinegar Strokes | «Would I Lie To You?» (Eurythmics)       | Vinegar Strokes |
| 4        | Crystal       | vs.          | Sum Ting Wong   | «Spice Up Your Life» (Spice Girls)       | Sum Ting Wong   |
| 5        | Crystal       | vs.          | The Vivienne    | «Power» (Little Mix)                     | Crystal         |
| 6        | Blu Hydrangea | vs.          | Cheryl Hole     | «Call My Name» (Cheryl)                  | Blu Hydrangea   |
| 7        | Baga Chipz    | vs.          | Cheryl Hole     | «Tears Dry on Their Own» (Amy Winehouse) | Cheryl Hole     |
| 8        | The Vivienne  | Vs           | Divina De Campo | «I'm Your Man» (Wham!)                   | Divina De Campo |

     La concursante fue eliminada después de su primer lipsync.
     La concursante fue eliminada después de su segundo lipsync.
     La concursante fue eliminada después de su tercer lipsync.
     La concursante fue eliminada tras el último lipsync de la temporada.

#### Jueces invitados
(Listados por orden de aparición)
- Andrew Garfield, actor
- Maisie Williams, actriz
- Twiggy, modelo, actriz, cantante
- Geri Halliwell, cantante, compositora, actriz
- Jade Thirlwall, cantante, compositora
- Cheryl, cantante, personalidad de televisión
- Michaela Coel, actriz, cantante

### Temporada 2 (2021)
La BBC renovó el programa por una segunda temporada que se estrenó el 14 de enero de 2021.

#### Concursantes
Las drag queens que compiten en la temporada 2 de RuPaul's Drag Race UK son:
(La edad y nombre de los participantes registrados al momento del concurso)
| Concursante        | Nombre Legal      | Edad | Origen         | Posición   |
| ------------------ | ----------------- | ---- | -------------- | ---------- |
| Lawrence Chaney    | Lawrence Maidment | 23   | Glasgow        | Ganadora   |
| Bimini Bon Boulash | Tommy Hibbitts    | 26   | Londres        | Finalistas |
| Tayce              | Tayce Szura-Radix | 26   | Londres        | Finalistas |
| Ellie Diamond      | Elliot Glen       | 21   | Dundee         | 4° lugar   |
| A'Whora            | George Boyle      | 23   | Londres        | 5° lugar   |
| Sister Sister      | Pin Doran         | 32   | Liverpool      | 6° lugar   |
| Tia Kofi           | Lawrence Bolton   | 30   | Londres        | 7° lugar   |
| Joe Black          | Joe Black         | 30   | Brighton       | 8° lugar   |
| Veronica Green     | Kevin Max Grogan  | 34   | Londres        | 9° lugar   |
| Ginny Lemon        | Lewis Croucher    | 31   | Worcestershire | 10° lugar  |
| Asttina Mandella   | Aston Joshua      | 27   | Londres        | 11° lugar  |
| Cherry Valentine   | George Ward       | 26   | Darlington     | 12° lugar  |

#### Progreso
| Concursante | 1 | 2 | 3 | 4 | 5 | 6 | 7 | 8 | 9 | 10 |
| ----------- | - | - | - | - | - | - | - | - | - | -- |

     La concursante gana el reto.
     La concursante recibe críticas positivas y se salva de la eliminación.
     La concursante es salvada, pero recibe críticas.
     La concursante recibe críticas negativas pero es salvada finalmente
     La concursante es nominada para la eliminación.
     La concursante es eliminada.
     La concursante reaparece como invitada en el episodio
     La participante fue eliminada tras dar positivo por COVID-19 y es invitada a participar en la 3.ª temporada.
     La concursante no fue votada para regresar a la competencia.
     La concursante abandona el programa por una lesión o decisión propia.
     La concursante fue votada por sus compañeras el título de Miss Simpatía fuera del programa.

#### Lip-syncs
| Episodio | Concursantes                                     | Concursantes                                     | Concursantes                                     | Canción                                                 | Eliminada          |
| -------- | ------------------------------------------------ | ------------------------------------------------ | ------------------------------------------------ | ------------------------------------------------------- | ------------------ |
| 1        | Bimini Bon-Boulash                               | vs.                                              | Joe Black                                        | «Relax» (Frankie Goes To Hollywood)                     | Joe Black          |
| 2        | Cherry Valentine                                 | vs.                                              | Tayce                                            | «Memory» (Elaine Paige)                                 | Cherry Valentine   |
| 3        | Asttina Mandella                                 | vs.                                              | Tia Kofi                                         | «Don't Start Now» (Dua Lipa)                            | Asttina Mandella   |
| 4        | Sister Sister                                    | vs.                                              | Ginny Lemon                                      | «You Keep Me Hangin' On» (Kim Wilde)                    | Ginny Lemon        |
| 5        | Tia Kofi                                         | vs.                                              | Joe Black                                        | «Don't Leave This Way» (The Communards)                 | Joe Black          |
| 6        | Lawrence Chaney                                  | vs.                                              | Tia Kofi                                         | «Touch Me (All Night Long)» (Cathy Dennis)              | Tia Kofi           |
| 7        | Sister Sister                                    | vs.                                              | Tayce                                            | «Don't Be So Hard on Yourself» (Jess Glynne)            | Sister Sister      |
| 8        | A'Whora                                          | vs.                                              | Tayce                                            | «You Don't Have To Say You Love Me» (Dusty Springfield) | A'Whora            |
| 9        | Ellie Diamond                                    | vs.                                              | Tayce                                            | "Last Thing on My Mind" (Steps)                         | Ninguna            |
| 10       | Bimini Bon-Boulash vs. Lawrence Chaney vs. Tayce | Bimini Bon-Boulash vs. Lawrence Chaney vs. Tayce | Bimini Bon-Boulash vs. Lawrence Chaney vs. Tayce | "I'm Still Standing" (Elton John)                       | Bimini Bon-Boulash |
| 10       | Bimini Bon-Boulash vs. Lawrence Chaney vs. Tayce | Bimini Bon-Boulash vs. Lawrence Chaney vs. Tayce | Bimini Bon-Boulash vs. Lawrence Chaney vs. Tayce | "I'm Still Standing" (Elton John)                       | Tayce              |

     La concursante fue eliminada después de su primer lipsync.
     La concursante fue eliminada después de su segundo lipsync.
     La concursante fue eliminada después de su tercer lipsync.
     La concursante fue eliminada tras el último lipsync de la temporada.
     La concursante abandonó la competencia en pleno lipsync.

#### Jueces invitados
(Listados por orden de aparición)
- Elizabeth Hurley, actriz, modelo, diseñadora.[17]
- Sheridan Smith, cantante, actriz.
- Jourdan Dunn, modelo, actriz.
- Lorraine Kelly, presentadora.
- MNEK, cantante.
- Jessie Ware, cantante.

### Temporada 3 (2021)

#### Concursantes
| Concursante       | Nombre                        | Edad | Origen                                   | Posición   |
| ----------------- | ----------------------------- | ---- | ---------------------------------------- | ---------- |
| Krystal Versace   | Luke Fenn                     | 19   | Royal Tunbridge Wells, Inglaterra        | Ganadora   |
| Ella Vaday        | Nicholas Collier              | 32   | Dagenham, Inglaterra                     | Finalistas |
| Kitty Scott-Claus | Louie Westwood                | 29   | Birmingham, Inglaterra                   | Finalistas |
| Vanity Milan      | Christopher Alexander Adamson | 29   | South London, Inglaterra                 | 4ª         |
| Scarlett Harlett  | Harry Luke Mulvany            | 26   | East London, Inglaterra                  | 5ª         |
| Choriza May       | Adrian Martin                 | 30   | Newcastle, Inglaterra / Valencia, España | 6/7        |
| River Medway      | Dexter Clift                  | 22   | Medway, Inglaterra                       | 6/7        |
| Charity Kase      | Harry Luke Mulvany            | 24   | Preston, Inglaterra                      | 8ª         |
| Veronica Green    | Kevin Max Grogan              | 35   | Rochdale, Inglaterra                     | 9ª         |
| Victoria Scone    | Emily Diapre                  | 27   | Cardiff, Gales                           | 10.ª       |
| Elektra Fence     | Julian Riley                  | 29   | Burnley, Inglaterra                      | 11.ª       |
| Anubis            | Charli Paul Frank Monét Finch | 19   | Brighton, Inglaterra                     | 12.ª       |

#### Progreso
| Concursante       | 1    | 2    | 3    | 4    | 5    | 6    | 7    | 8    | 9     | 10       | WINS | Points | PPE |
| ----------------- | ---- | ---- | ---- | ---- | ---- | ---- | ---- | ---- | ----- | -------- | ---- | ------ | --- |
| Krystal Versace   | WIN  | WIN  | HIGH | SAFE | SAFE | LOW  | HIGH | HIGH | BTM   | Winner   | 2    | 58     | 6.4 |
| Ella Vaday        | SAFE | SAFE | HIGH | WIN  | SAFE | WIN  | HIGH | WIN  | WIN   | Finalist | 4    | 71     | 7.8 |
| Kitty Scott-Claus | SAFE | HIGH | SAFE | SAFE | SAFE | HIGH | WIN  | WIN  | HIGH  | Finalist | 2    | 64     | 7.1 |
| Vanity Milan      | SAFE | BTM  | BTM  | WIN  | LOW  | SAFE | BTM  | HIGH | ELIM  | Guest    | 1    | 34     | 3.7 |
| Scarlett Harlett  | HIGH | SAFE | WIN  | BTM  | BTM  | SAFE | ELIM |      | Guest | Guest    | 1    | 30     | 4.2 |
| Choriza May       | SAFE | SAFE | LOW  | WIN  | SAFE | ELIM |      |      | Guest | Guest    | 1    | 28     | 4.6 |
| River Medway      | LOW  | SAFE | SAFE | WIN  | SAFE | ELIM |      |      | Guest | Guest    | 1    | 28     | 4.6 |
| Charity Kase      | SAFE | LOW  | SAFE | BTM  | ELIM |      |      |      | Guest | Guest    | 0    | 14     | 2.8 |
| Veronica Green    | SAFE | HIGH | ELIM |      |      |      |      |      | Guest | Guest    | 0    | 13     | 4.3 |
| Victoria Scone    | TOP2 | SAFE | WDR  |      |      |      |      |      | Guest | Guest    | 0    | 14     | 7.0 |
| Elektra Fence     | BTM  | ELIM |      |      |      |      |      |      | Guest | Guest    | 0    | 1      | 0.5 |
| Anubis            | ELIM |      |      |      |      |      |      |      | Guest | Miss C.  | 0    | 0      | 0.0 |

     La concursante gana el reto.
     La concursante recibe críticas positivas y se salva de la eliminación.
     La concursante es salvada, pero recibe críticas.
     La concursante recibe críticas negativas pero es salvada finalmente
     La concursante es nominada para la eliminación.
     La concursante es eliminada.
     La concursante reaparece como invitada en el episodio.
     La concursante fue votada por sus compañeras el título de Miss Simpatía fuera del programa.
     La participante estuvo entre las 2 en la cima del desafío pero perdió el lip sync.
     La participante estuvo entre las 2 en la cima del desafío y ganó el lip sync.
     La concursante salió del programa por temas de salud.

#### Lip-syncs
| Episodio | Concursante                                          | Concursante                                          | Concursante                                          | Canción                                        | Ganadora                       |
| -------- | ---------------------------------------------------- | ---------------------------------------------------- | ---------------------------------------------------- | ---------------------------------------------- | ------------------------------ |
| 1        | Krystal Versace                                      | vs.                                                  | Victoria Scone                                       | "Total Eclipse of the Heart" (Bonnie Tyler)    | Krystal Versace                |
| Episodio | Concursante                                          | Concursante                                          | Concursante                                          | Canción                                        | Eliminada                      |
| 1        | Anubis                                               | vs.                                                  | Elektra Fence                                        | "Sweet Melody" (Little Mix)                    | Anubis                         |
| 2        | Elektra Fence                                        | vs.                                                  | Vanity Milan                                         | "Moving On Up" (M People)                      | Elektra Fence                  |
| 3        | Vanity Milan                                         | vs.                                                  | Veronica Green                                       | "I've Got the Music in Me" (The Kiki Dee Band) | Veronica Green                 |
| 4        | Charity Kase                                         | vs.                                                  | Scarlett Harlett                                     | "Who Do You Think You Are" (Spice Girls)       | Ninguna                        |
| 5        | Charity Kase                                         | vs.                                                  | Scarlett Harlett                                     | "Big Spender" (Shirley Bassey)                 | Charity Kase                   |
| 6        | Choriza May                                          | vs.                                                  | River Medway                                         | "Shout" (Lulu and The Luvvers)                 | Choriza May                    |
| 6        | Choriza May                                          | vs.                                                  | River Medway                                         | "Shout" (Lulu and The Luvvers)                 | River Medway                   |
| 7        | Scarlett Harlett                                     | vs.                                                  | Vanity Milan                                         | "Scandalous" (Mis-Teeq)                        | Scarlett Harlett               |
| Episodio | Concursante                                          | Concursante                                          | Concursante                                          | Canción                                        | Ganadora                       |
| 8        | Ella Vaday                                           | vs.                                                  | Kitty Scott-Claus                                    | "Something New" (Girls Aloud)                  | Ella Vaday y Kitty Scott-Claus |
| Episodio | Concursante                                          | Concursante                                          | Concursante                                          | Canción                                        | Eliminada                      |
| 9        | Krystal Versace                                      | vs.                                                  | Vanity Milan                                         | "Hallucinate" (Dua Lipa)                       | Vanity Milan                   |
| 10       | Ella Vaday vs. Kitty Scott-Claus vs. Krystal Versace | Ella Vaday vs. Kitty Scott-Claus vs. Krystal Versace | Ella Vaday vs. Kitty Scott-Claus vs. Krystal Versace | "You Don't Own Me" (Dusty Springfield)         | Ella Vaday                     |
| 10       | Ella Vaday vs. Kitty Scott-Claus vs. Krystal Versace | Ella Vaday vs. Kitty Scott-Claus vs. Krystal Versace | Ella Vaday vs. Kitty Scott-Claus vs. Krystal Versace | "You Don't Own Me" (Dusty Springfield)         | Kitty Scott-Claus              |

     La concursante fue eliminada después de su primer lipsync.
     La concursante fue eliminada después de su segundo lipsync.
     La concursante fue eliminada después de su tercer lipsync.
     La concursante fue eliminada tras el último lipsync de la temporada.
     La concursante ganó el "lip-sync for the win".

### Temporada 4 (2022)

#### Concursantes
(La edad y nombre de las participantes registrados al momento del concurso)
| Concursante      | Edad | Origen                     | Posición  |
| ---------------- | ---- | -------------------------- | --------- |
| Danny Beard      | 29   | Liverpool, Inglaterra      | Ganadora  |
| Cheddar Gorgeous | 38   | Manchester, Inglaterra     | Finalista |
| Black Peppa      | 29   | Birmingham, Inglaterra     | 3ª/4ª     |
| Jonbers Blonde   | 33   | Belfast, Irlanda del Norte | 3ª/4ª     |
| Pixie Polite     | 29   | Brighton, Inglaterra       | 5ª        |
| Dakota Schiffer  | 22   | Horsham, Inglaterra        | 6ª        |
| Le Fil           | 36   | Brighouse, Inglaterra      | 7ª        |
| Baby             | 25   | Londres, Inglaterra        | 8ª        |
| Sminty Drop      | 23   | Clitheroe, Inglaterra      | 9ª        |
| Copper Topp      | 38   | Cheltenham, Inglaterra     | 10.ª      |
| Starlet          | 23   | Surrey, Inglaterra         | 11.ª      |
| Just May         | 32   | Essex, Inglaterra          | 12.ª      |

| Concursante      | 1    | 2    | 3    | 4    | 5    | 6    | 7    | 8    | 9    | 10         | WINS | Points | PPE |
| ---------------- | ---- | ---- | ---- | ---- | ---- | ---- | ---- | ---- | ---- | ---------- | ---- | ------ | --- |
| Danny Beard      | SAFE | WIN  | SAFE | WIN  | WIN  | SAFE | HIGH | HIGH | WIN  | Winner     | 4    | 71     | 7.8 |
| Cheddar Gorgeous | SAFE | WIN  | LOW  | HIGH | SAFE | WIN  | WIN  | WIN  | LOW  | Runner-up  | 4    | 64     | 7.1 |
| Jonbers Blonde   | SAFE | BTM  | LOW  | SAFE | HIGH | HIGH | LOW  | BTM  | HIGH | Eliminated | 0    | 42     | 4.6 |
| Black Peppa      | WIN  | SAFE | BTM  | SAFE | SAFE | BTM  | SAFE | BTM  | BTM  | Eliminated | 1    | 29     | 3.2 |
| Pixie Polite     | SAFE | WIN  | SAFE | HIGH | HIGH | LOW  | BTM  | SAFE | ELIM | Guest      | 1    | 45     | 5.0 |
| Dakota Schiffer  | BTM  | WIN  | WIN  | WIN  | BTM  | SAFE | ELIM |      |      | Guest      | 2    | 32     | 4.5 |
| Le Fil           | SAFE | WIN  | HIGH | LOW  | LOW  | ELIM |      |      |      | Guest      | 1    | 26     | 4.8 |
| Baby             | SAFE | SAFE | WIN  | BTM  | QUIT |      |      |      |      |            | 1    | 21     | 4.2 |
| Sminty Drop      | HIGH | LOW  | HIGH | ELIM |      |      |      |      |      | Guest      | 0    | 19     | 4.7 |
| Copper Topp      | LOW  | WIN  | ELIM |      |      |      |      |      |      | Guest      | 1    | 13     | 4.3 |
| Starlet          | HIGH | ELIM |      |      |      |      |      |      |      | Guest      | 0    | 8      | 4.0 |
| Just May         | ELIM |      |      |      |      |      |      |      |      | Guest      | 0    | 0      | 0.0 |

### Temporada 5 (2023)

#### Concursantes
(La edad y nombre de las participantes registrados al momento del concurso)
| Concursante       | Edad | Origen          | Posición  |
| ----------------- | ---- | --------------- | --------- |
| Ginger Johnson    | 34   | Durham, ENG     | Ganadora  |
| Michael Marouli   | 39   | Newcastle, ENG  | Finalista |
| Tomara Thomas     | 25   | Hartlepool, ENG | 3° lugar  |
| DeDeLicious       | 20   | Kent, ENG       | 4° lugar  |
| Kate Butch        | 26   | Derbyshire, ENG | 5° lugar  |
| Cara Melle        | 26   | Londres, ENG    | 6° lugar  |
| Vicki Vivacious   | 36   | Cornualles, ENG | 7° Lugar  |
| Banksie           | 23   | Manchester, ENG | 8° lugar  |
| Miss Naomi Carter | 23   | Doncaster, ENG  | 9° lugar  |
| Alexis Saint-Pete | 28   | Londres, ENG    | 10° lugar |

| Concursante       | 1    | 2    | 3    | 4    | 5    | 6    | 7    | 8    | 9    | 10         | WINS | Points | PPE |
| ----------------- | ---- | ---- | ---- | ---- | ---- | ---- | ---- | ---- | ---- | ---------- | ---- | ------ | --- |
| Ginger Johnson    | HIGH | SAFE | SAFE | WIN  | WIN  | WIN  | HIGH | HIGH | HIGH | Winner     | 3    | 72     | 8.0 |
| Michael Marouli   | HIGH | SAFE | HIGH | WIN  | HIGH | SAFE | BTM2 | WIN  | WIN  | Runner Up  | 3    | 65     | 7.2 |
| Tomara Thomas     | SAFE | HIGH | TOP2 | WIN  | SAFE | HIGH | SAFE | HIGH | BTM2 | Eliminated | 1    | 59     | 6.5 |
| DeDeLicious       | SAFE | HIGH | HIGH | SAFE | BTM2 | BTM2 | SAFE | BTM2 | ELIM | Guest      | 0    | 34     | 3.7 |
| Kate Butch        | SAFE | SAFE | SAFE | SAFE | HIGH | HIGH | WIN  | ELIM |      | Guest      | 1    | 46     | 5.7 |
| Cara Mell         | TOP2 | LOW  | WIN  | BTM2 | SAFE | SAFE | ELIM |      |      | Guest      | 1    | 33     | 4.7 |
| Vicki Vivacious   | WIN  | SAFE | HIGH | LOW  | HIGH | ELIM |      |      |      | Guest      | 1    | 34     | 5.6 |
| Banksie           | SAFE | WIN  | SAFE | LOW  | ELIM |      |      |      |      | Guest      | 1    | 23     | 4.6 |
| Naomi Carter      | SAFE | BTM2 | SAFE | ELIM |      |      |      |      |      | Guest      | 0    | 11     | 2.7 |
| Alexis Saint-Pete | HIGH | ELIM |      |      |      |      |      |      |      | Guest      | 0    | 5      | 2.5 |

### Temporada 6 (2024)

#### Concursantes
(La edad y nombre de las participantes registrados al momento del concurso)
| Concursante     | Edad | Origen          | Posición    |
| --------------- | ---- | --------------- | ----------- |
| Kyran Thrax     | 26   | Londres, ENG    | Ganadora    |
| La Voix         | 43   | Cornualles, ENG | Finalista   |
| Marmalade       | 24   | Doncaster, ENG  | 3°/4° lugar |
| Rileasa Slaves  | 32   | Londres, ENG    | 3°/4° lugar |
| Lill            | 36   | Manchester, ENG | 5° lugar    |
| Charra Tea      | 23   | Hartlepool, ENG | 6° lugar    |
| Actavia         | 21   | Durham, ENG     | 7° lugar    |
| Chanel O'Connor | 25   | Newcastle, ENG  | 8° lugar    |
| Kiki Snatch     | 25   | Derbyshire, ENG | 9° lugar    |
| Zahirah Zapanta | 28   | Londres, ENG    | 10° lugar   |
| Dita Garbo      | 48   | Kent, ENG       | 11° lugar   |
| Saki Yew        | 33   | Londres, ENG    | 12° lugar   |

| Concursante     | 1    | 2    | 3    | 4    | 5    | 6    | 7    | 8    | 9     | 10         | WINS | Points | PPE |
| --------------- | ---- | ---- | ---- | ---- | ---- | ---- | ---- | ---- | ----- | ---------- | ---- | ------ | --- |
| Kyran Thrax     | WIN  | SAFE | WIN  | HIGH | SAFE | WIN  | HIGH | HIGH | SAFE  | Winner     | 3    | 69     | 7.6 |
| La Voix         | TOP2 | SAFE | SAFE | SAFE | WIN  | WIN  | WIN  | HIGH | WIN   | Runner Up  | 4    | 72     | 8.0 |
| Marmalade       | SAFE | TOP3 | HIGH | LOW  | HIGH | SAFE | HIGH | WIN  | SAFE  | Eliminated | 1    | 61     | 6.7 |
| Rilease Slaves  | HIGH | SAFE | HIGH | WIN  | SAFE | BTM  | HIGH | BTM  | BTM   | Eliminated | 1    | 47     | 5.2 |
| Lill            | HIGH | WIN  | SAFE | BTM  | HIGH | SAFE | BTM  | HIGH | ELIM  | Guest      | 1    | 46     | 5.1 |
| Charra Tea      | SAFE | SAFE | SAFE | SAFE | LOW  | HIGH | LOW  | ELIM | Guest | Miss C     | 0    | 34     | 4.2 |
| Actavia         | HIGH | LOW  | SAFE | SAFE | BTM  | LOW  | ELIM |      | Guest | Guest      | 0    | 23     | 3.2 |
| Chanel O’Connor | SAFE | TOP3 | SAFE | SAFE | SAFE | ELIM |      |      | Guest | Guest      | 0    | 29     | 4.8 |
| Kiki Snatch     | HIGH | LOW  | BTM  | HIGH | ELIM |      |      |      | Guest | Guest      | 0    | 18     | 3.6 |
| Zahira Zapanta  | SAFE | LOW  | LOW  | ELIM |      |      |      |      | Guest | Guest      | 0    | 11     | 2.7 |
| Dita Garbo      | SAFE | SAFE | ELIM |      |      |      |      |      | Guest | Guest      | 0    | 10     | 3.3 |
| Saki Yew        | SAFE | WDR  |      |      |      |      |      |      | Guest | Guest      | 0    | 5      | 5.0 |

     La concursante gana el reto.
     La concursante fue la segunda o tercera mejor de la semana.
     La concursante recibe críticas positivas y se salva de la eliminación.
     La concursante es salvada, pero recibe críticas.
     La concursante es salvada.
     La concursante recibe críticas negativas pero es salvada finalmente
     La concursante es nominada para la eliminación.
     La concursante es eliminada.
     La concursante abandona el programa por una lesión o voluntad propia.
     La concursante reaparece como invitada en el episodio.
     La concursante fue votada por sus compañeras el título de Miss Simpatía fuera del programa.